# 洪惟仁
洪惟仁（1946年6月19日—，台羅拼音：Âng Uî-jîn），台灣嘉義縣新港鄉人。國立清華大學博士，國立台中教育大學台灣語文學系創系系主任。台灣語言音標（英語：Taiwan Language Phonetic Alphabet，簡稱TLPA）計劃的主持人。在台語的改革進化上為關鍵人物之一。

## 简历
- 1969年，自私立中國文化學院中文系畢業。
- 1973年，自國立台灣師範大學國文研究所取得碩士學位。
- 1973年9月16日，在東南工專任教時遭受白色恐怖迫害，因「預備叛亂罪」判無期徒刑在綠島入獄。後因大赦而提早出獄，共服刑冤獄6年8個月。[1]
- 1987年，應邀擔任中央研究院歷史語言研究所助理。
- 1992年，創辦台語雜誌《台語文摘》，1996年停刊。
- 2003年，自國立清華大學語言研究所取得博士學位。
- 2006年，任台中教育大學台灣語文學系教授兼主任。

- 曾任元智大學專任副教授。
- 台灣語文學會第六屆會長。

## 研究專長
專長為語言地理學、台語語音學、方言學、漢語音韻學、語言社會學等。

## 著作

### 著書
| - 1971. 《中國訓詁學之理論基礎》，國立台灣師範大學國文研究所碩士論文。 - 1985. 《台灣河佬話聲調研究》。台北‧自立晚報。 - 1986. 《台灣禮俗語典》。台北‧自立晚報。 - 1992A. 《台灣方言之旅》。台北‧前衛出版社。 | - 1992B. 《台灣語言危機》，台北‧前衛出版社。 - 1996A. 《『彙音妙悟』與古代泉州音》。台北‧國立中央圖書館台灣分館。 - 1996B. 《台灣話音韻入門──附台灣十五音字母》。台北‧國立復興劇藝實驗學校。 | - 1996C. 《台灣文獻書目解題：語言類》。台北‧國立中央圖書館台灣分館。 - 1997A. 《高雄縣閩南語方言》。高雄‧高雄縣政府。 - 1997B. 《新竹市志‧住民志‧語言篇》。新竹市政府。 - 2003. 《音變的動機與方向：漳泉競爭與台灣普通腔的形成》，國立清華大學語言學研究所博士論文。 |

### 多媒體影音光碟
- 2002. 《台北褒歌之美》。行政院文化建設委員會傳統藝術中心出版。

### 調查報告
| - 1989. 〈台灣北部閩南語方言調查研究報告〉，行政院國科會「台灣地區漢語方言調查研究計畫」(NSC 77-0301-H-001-32RG)報告。 - 1993. 〈台灣中北部閩南語方言調查研究報告〉，行政院國科會「台灣地區漢語方言調查研究計畫」(NSC 81-0301-H-001-15G)報告。 - 1994. 〈台灣中部閩南語方言調查研究報告〉，行政院國科會「台灣地區漢語方言調查研究計畫」(NSC 82-0301-H-001-051 G)報告。 - 1995. 〈台灣南部閩南語方言調查研究報告：高雄縣部份〉，行政院國科會「台灣地區漢語方言調查研究計畫」(NSC83-0301-H-001-076 G)報告。 - 1996. 〈台灣南部閩南語方言調查研究報告〉，行政院國科會「台灣地區漢語方言調查研究計畫」(NSC 84-2411-H-001-027 G)報告。 | - 1997. 〈台灣東部閩南語方言調查研究報告：東部及屏東、澎湖部份〉，行政院國科會「台灣地區漢語方言調查研究計畫」(NSC 85-2417-H-001-010 G)報告。 - 2000A. 〈台北縣民間文學調查報告〉，台灣省文化處資助。 - 2000B. 〈台北縣方言調查報告〉，台北縣政府資助。 - 2000C. (與王旭、曹逢甫、何大安等合著)〈台灣閩南語音韻演變趨向：基隆及汐止、桃園部份(1/3)調查報告〉，行政院國科會 (NSC 88-2411-H-007-005-)研究成果報告。 - 2001A. (與王旭、曹逢甫、何大安等合著)〈台灣閩南語音韻演變趨向：新竹、清水、麥寮、鹿港部份(2/3)調查報告〉，行政院國科會 (NSC 89-2411-H-155- 004-)研究成果報告。 | - 2001B. 〈桃園縣方言調查報告〉，行政院文化建設基金管理委員會資助。 - 2001C. 〈桃園縣民間文學調查報告〉，行政院文化建設基金管理委員會資助。 - 2002A. (與王旭、曹逢甫、何大安等合著)〈台灣閩南語音韻演變趨向：宜蘭、澎湖部份及方言地圖(3/3)調查報告〉，行政院國科會 (NSC 90-2411-H-155- 009-)研究成果報告。 - 2002B. (與梁朝雲、張文山合著)〈台北地區相褒歌保存計畫結案報告〉，傳統藝術中心委託案。 |

### 編著
| - 1988.《台灣漢語方言文獻分類書目》，中央研究院台灣史田野研究室資料叢刊之二(手稿)。 - 1993. 《閩南語經典辭書彙編》。台北‧武陵出版社。 - 1993A.《泉州方言韻書三種》，收1800年黃謙《彙音妙悟》道光版；又集新堂版；廖綸璣《拍掌知音》。《閩南語經典辭書彙編》第一冊。台北‧武陵出版社。 - 1993B. 《漳州方言韻書三種》，收1818年謝秀嵐《彙集雅俗通十五音》；壺麓主人《增補彙音》；佚名《渡江書十五音》。《閩南語經典辭書彙編》第二冊。台北‧武陵出版社。 | - 1993C. 《福建方言字典》，1837年英‧麥都思(H. W. Medhurst)編。《閩南語經典辭書彙編》第三冊。台北‧武陵出版社。 - 1993D. 《廈英大辭典》，1873年英‧杜嘉德(C. Douglas)編；一九二三年英‧巴克禮(T. Barklay)補編。《閩南語經典辭書彙編》第四冊。台北‧武陵出版社。 - 1993E. 《日臺大辭典》，1907年日‧小川尚義主編。《閩南語經典辭書彙編》第五、六冊。台北‧武陵出版社。 - 1993F. 《台日大辭典》，1931～32年日‧小川尚義主編。《閩南語經典辭書彙編》第七、八冊。台北‧武陵出版社。 | - 1993G. 《台灣語常用語彙》，1957年台南‧王育德編。《閩南語經典辭書彙編》第九冊。台北‧武陵出版社。 - 1993H. 《台灣十五音辭典》，1972年斗六‧黃有實編。《閩南語經典辭書彙編》第十冊。台北‧武陵出版社。 - 1998. (總編輯)《國民小學台灣閩南語教材》(第一至四冊，含教師手冊、發音CD)。台北‧開拓出版社。 - 2002. (總編輯)《台灣語文研究第一卷第一期──慶祝曹逢甫教授六十華誕專號》。台北‧文鶴出版公司。 |

### 論文
- 1984a. 〈台灣話的價值〉，《台灣風物》34.1:57-70；修正版收入《台灣河佬話聲調研究》頁131-148，改題〈台灣話概說〉。
- 1984b. 〈台灣話研究現況〉，原載《前進出版社每週一書》1984,7/5出版。
- 1984c. 〈漢語聲調研究方法論〉，《台灣風物》34.3:73-94，修正版收入《台灣河佬話聲調研究》頁1-26。
- 1986. 〈鶴佬話過去、現在、佮將來〉，收入《回歸鄉土回歸傳統》頁200-209。
- 1987a. 〈最後的平埔「番」──簡介埔里守城社平埔族語言〉，《台灣風物》37.2:201-207；修正版收入《台灣方言之旅》頁192-200。
- 1987b. 〈談鶴佬語的正字與語源〉，鄭良偉、黃宣範編《現代台灣話研究論文集》頁343-364。台北‧文鶴出版公司；《台灣風物》1988.38.1:1-49；修正版收入《台語文學與台語文字》頁197-255，改題〈鶴佬語語源學概論〉。
- 1988a. 〈消失的客家方言島〉（附〈台灣客家方言島消失示意圖〉），《客家風雲》3:13-17；收入《台灣方言之旅》頁184-191。
- 1988b. 〈吳守禮教授的閩南語古典研究〉，原載《自立晚報本土副刊》(1988, 12/27)；修正版收入《台語文學與台語文字》頁39-44。
- 1988c. 〈簡介台灣長樂及詔安客話──記五個衰亡的客家方言島〉，《客家風雲》5:40-44；收入《台灣方言之旅》頁165-176。
- 1988d. （評十篇台灣方言志──兼談纂修方志應有的態度），《自立早報自立副刊》連載(1988,5/24-25)；修正版收入《台灣方言之旅》頁21-29。
- 1988e.　〈閩南語與客家語方言網狀調查文獻簡介〉，《自立晚報本土副刊》連載(1988,8/21-23)，收入《台灣方言之旅》頁30-36。
- 1989a. 〈簡介近十年來的鶴佬語研究──1979-1988〉，《自立晚報》本土副刊連載(1989,1/25-31)，收入《台灣方言之旅》頁37-56。
- 1989b. 〈台灣諸語言之分佈與融合消長之競爭力分析〉，《台灣風物》38.2:43-80;修正版收入《台灣方言之旅》頁67-107，改題《台灣漢語方言之分佈及諸語言之競爭力分析》。
- 1989c. 〈末代客家人〉，《客家風雲》18:68-73，收入《台灣方言之旅》頁177-183。
- 1990a. 〈本土語言教育的問題〉，《現代學術研究》專刊3:183-192。板橋‧稻香出版社。
- 1990b. 〈《雉雞若啼》字解〉，載《雉雞若啼──黃勁連台語歌詩選》頁1-40。台南‧台笠出版社。
- 1990c. 〈《彙音妙悟》的音讀──二百年前的泉州音系〉，汕頭‧第二屆閩方言研討會(1990,8/9-12)論文。
- 1990d. 〈漳州三種十五音之源流及其音系〉，《台灣風物》40.3:55-79。
- 1991a. 〈台語辭典知多少？──歷來閩南語辭書簡介〉，《國文天地》(上)7.7:37- 43；(中)7.8:66-68；(下)7.9:64-67；修訂版收入《閩南語經典辭書彙編》第一冊，改題《閩南語辭書簡介》。
- 1991b. 〈田野調查與理論假設的辯證發展〉，中央研究院田野研究室「台灣史田野研究通訊」18:45-47。收入《台灣方言之旅》頁57-63。
- 1991c. 〈杜嘉德《廈英大辭典》及麥都思以來基督新教的閩南語研究（1831-1873），《台灣風物》41.2:190-206，收入《閩南語經典辭書彙編》第四冊，頁1-9。
- 1991d. 〈麥都思「福建方言字典」的價值〉，《台灣文獻》42.2:96-116，收入《閩南語經典辭書彙編》第三冊，頁43-75。
- 1991e. 〈民族、母語、永遠的愛——王育德的一生及其對台語學的奉獻〉。
- 1992a. 〈從諺語看台灣人的宇宙觀〉，《台語文摘》新1(總25):42-44，收入《台灣哲諺典》頁21-28。
- 1992b. 〈台灣音與廈門音異讀與中古音的對應關係〉，《台語文摘》新4:40-44。
- 1992c. 〈從諺語看台灣人的命運觀〉，《台語文摘》新4:52-55，收入《台灣哲諺典》頁109-120。
- 1992d. 〈《彙音妙悟》的音讀──二百年前的泉州音系〉(節本)，《第二屆閩方言研討會論文集》頁113-121。暨南大學出版社。
- 1992e. 〈語言學在台灣史考證上的運用──以琉球＝鹿港，台員＝TAYOVAN，鶴佬＝貉獠為例〉，收入《台語文學與台語文字》頁164-178。
- 1992f. 〈鶴佬語語源學概論〉，收入《台語文學與台語文字》頁197-255。
- 1992g. 〈諺語是祖先智慧的寶石〉，收入《台灣哲諺典》頁8-15。
- 1992h. 〈閩南語羅馬字字典的鼻祖麥都思傳〉，台中‧《台灣文獻》43.1:129， 收入《閩南語經典辭書彙編》第三冊，頁43-75-148；收入《閩南語經典辭書彙編》第二冊，頁1-29。
- 1992i. 〈第一位閩語學博士──王育德小傳〉，《台語文摘》新2(總26):26-30，收入《閩南語經典辭書彙編》第九冊，頁1-5。
- 1992j. 〈王育德語言學著作簡介〉，《台語文摘》新2(總26):31-37，收入《閩南語經典辭書彙編》第九冊〈王育德的台語學研究〉頁6-12。
- 1992k. 〈閩南語舊典新編〉，《台語文摘》新2:59-65，收入《閩南語經典辭書彙編》第一冊，頁1-11，改題《閩南語經典辭書彙編總序》。
- 1992l. 〈從諺語看台灣人的宗教觀〉，《台語文摘》新3:36-42，收入《台灣哲諺典》頁53-69。
- 1992m. 〈日據時代的台語教育〉，《台灣風物》42.3:49-84；收入《閩南語經典辭書彙編》第五冊，頁1-12。
- 1992n. 〈王育德與台語文字化〉，原載《自由時報副刊》(1992,9/18)；《台語文摘》(1992)新4:7-11轉載，收入《閩南語經典辭書彙編》第九冊題解，頁13-17。
- 1993a. 〈大牛椆方言──台灣客語區內一個來自惠州的漳州方言島〉，香港‧第三屆閩方言研討會論文。
- 1993b. 〈現代斗六方言與黃有實《台灣十五音辭典》及《十五音》音系比較〉，台北‧國立中央圖書館台灣分館‧台灣分館館藏與台灣史研究研討會(1993,10/21-22)論文。
- 1993c.  〈前人對《彙音妙悟》的研究〉，收入《閩南語經典辭書彙編》第一冊，頁33-37。
- 1993d. 〈《彙音妙悟》的版本與音讀〉，收入《閩南語經典辭書彙編》第一冊，頁1-32。
- 1993e. 〈三種漳州《十五音》的音讀〉，收入《閩南語經典辭書彙編》第二冊，頁21-44。
- 1993f. 〈巴克禮《廈英大詞典補編》及杜典以後的辭、字典〉，收入《閩南語經典辭書彙編》第四冊，頁10-22。
- 1993g. 〈日據時代的辭書編纂〉，收入《閩南語經典辭書彙編》第五冊，頁12-26。
- 1993h. 〈杜嘉德與巴克禮年表(1830-1935)〉，收入《閩南語經典辭書彙編》第四冊，頁23-25。
- 1993i. 〈泉州音的文白音系〉，收入《閩南語經典辭書彙編》第一冊，頁59-74。
- 1993j. 〈麥都思及其伙伴年表〉，收入《閩南語經典辭書彙編》第三冊，頁30-41。
- 1993k. 〈黃有實小傳──附柯鐵傳〉，收入《閩南語經典辭書彙編》第十冊，頁11-14。
- 1993l. 〈黃有實年表〉，收入《閩南語經典辭書彙編》第十冊，頁15-16。
- 1993m. 〈廈門音開合對調(flip-flop)的歷史原因〉，台北‧國立師範大學‧第一屆台灣語言國際研討會(1993,3/27-28)論文。
- 1993n. 〈台灣閩南語方言調查的一些發現〉，台北‧中央研究院《台灣史田野研究通訊》27:10-25。
- 1993o. 〈《彙音妙悟》的音讀──二百年前的泉州音系〉(全文)，收入《閩南語經典辭書彙編》頁37-57。
- 1994a. 〈小川尚義與高本漢漢語語音研究的比較──兼論小川尚義在漢語研究史上應有的地位〉，台北‧中央研究院台灣史研究所籌備處《台灣史研究》1.2:26-84。
- 1994b. 〈台灣的語言戰爭及戰略分析〉，台北‧國立師範大學‧第一屆台灣本土文化學術研討會(1994,12/10-11)論文。
- 1994c. 〈現代斗六方言與黃有實《台灣十五音辭典》及《十五音》音系比較〉，台北‧國立中央圖書館台灣分館《館藏與台灣史研究論文發表研究會彙編》頁157-193。
- 1994d. 〈小川尚義與高本漢漢語語音研究的比較（節要）〉，新竹‧第十二屆中華民國聲韻學學術研究會論文。
- 1994e. 〈戰後所編台灣《十五音》四種〉，台北‧中央圖書館台灣分館《國立中央圖書館台灣分館建館七十八週年紀念論文集》頁117-126。
- 1995a. 〈台文文學分類與分期〉，淡水工商管理學院‧慶祝建校30周年台灣文學研討會論文。
- 1995b. 〈漳泉在台灣的融合〉，國立台南師範學院《國語文教育通訊》11:84-100。
- 1995c. 〈論閩南語母語教育的書寫問題〉，曹逢甫、蔡美慧編《台灣閩南語論文集》頁319-336。台北‧文鶴出版公司。
- 1995d. 〈台灣彰化王功方言──一個多種變調的閩南語方言〉，Seattle‧David Prager Branner編Yuen Ren Treasury of Chinese Dialect Data (元任學會漢語方言資料寶庫) 1:3-54。
- 1995e. 〈台灣的語言戰爭及戰略分析〉，台北‧國立師範大學《第一屆台灣本土文化學術研討會論文集》(上)頁119-158。
- 1995f. 〈廈門音開合對調(flip-flop)的歷史原因〉，曹逢甫、蔡美慧編《第一屆台灣語言國際研討會論文選集》頁407-418。台北‧文鶴出版公司。
- 1995g. 〈未來台灣都市的華語化〉，新竹‧清華大學人文社會學院台灣研究室《台灣研究通訊》5-6:35-39。
- 1995h. 〈閩南語輕聲及其語法、語用關係〉，台北‧國立台灣大學‧第二屆台灣語言國際研討會(1995,6)論文。
- 1996a. 〈台灣雲林北港方言——一個泉州惠安腔的台灣方言〉載Seattle‧David Prager Branner編Yuen Ren Treasury of Chinese Dialect Data (元任學會漢語方言資料寶庫) 2:59-112。
- 1996b. （論閩南語教材的書寫問題），載《教育部八十年度獎助鄉土語言研究著作得獎作品論文集》1-10。
- 1996b. 〈閩南語輕聲變化與語法的關係〉，台北‧董忠司編《『台灣閩南語概論』講授資料彙編》頁330-382。台灣語文學會出版。
- 1996c. （從閩南語聲母的鼻化、去鼻化看漢語的音節類型），國立新竹師範學院‧第十四屆全國聲韻學學術研討會論文。
- 1996d. 〈台灣閩南語文獻簡介〉，收入董忠司編《『台灣閩南語概論』講授資料彙編》頁383-421。台灣語文學會。
- 1997a. 〈閩南語濁音與鼻音的互補分佈〉，泉州‧第五屆閩方言研討會論文。
- 1997b. 〈1997台灣公共場所使用語言調查〉，董忠司編《台灣語言發展學術研討會論文集》頁29-45。新竹‧全民書局。
- 1997c. 〈台灣話虛實語素在不同詞彙結構位置中的音長〉，台北‧國立台灣師範大學‧1997全國英美文學、語言學論文研討會論文。
- 1997d. 〈1997台灣公共場所使用語言調查〉，新竹‧國立新竹師範學院‧台灣語言發展學術研討會(1997,6/6-7)論文。
- 1998a. 〈漢語送氣音與鼻音衍化的限制與策略〉，瑞典‧Lunds大學‧第31屆漢藏語國際研討會(1998,10)論文。
- 1998b. 〈閩南語音系衍化類型〉，彰化師範大學‧第十六屆全國聲韻學學術研討會論文。
- 1998c. (與謝豐帆合撰)〈古次濁上聲在現代客家話的演變〉，董忠司編《台灣語言及其教學國際研討會論文集》頁83-100。新竹‧全民書局。
- 1998d. 〈台灣話虛實語素在不同詞彙結構位置中的音長〉，台北‧國立台灣師範大學《一九九七全國英美文學、語言學論文研討會論文集》頁153-162。台北‧文鶴出版公司。
- 1998e. 〈閩南語母語教材的編纂〉，董忠司編《台灣語言及其教學國際研討會論文集論文集》頁453-474。新竹‧全民書局。
- 1998f. 〈閩南語輕聲及其語法、語用分析〉，黃宣範編《第二屆台灣語言國際研討會論文選集》頁419-449。台北‧文鶴出版公司。
- 1999a. 〈閩南語濁音的互補分佈〉，載王建設編《第五屆國際閩方言研討會論文集》頁60-73。暨南大學出版社。
- 1999b. 〈漢語送氣音與鼻音衍化的動機與類型〉，台灣大學‧第六屆國際暨第十七屆中華民國聲韻學學術研討會論文。
- 1999c. 〈閩南語音系衍化類型〉，《聲韻論叢》8:403-440。台北‧學生書局。
- 1999d. 〈漢語複數形式的類型與衍化〉，福州師範大學‧中國語言學會第十屆學術年會暨國際中國語文研究會論文。
- 1999e. 〈漢語、閩南語的鼻音音節類型〉，香港科技大學‧第六屆閩方言國際研討會(1999,6)論文。
- 2000a. 〈閩南語會話教學網路化〉，《第四屆國際電腦多媒體語文教學研討會論文集》(The Proceedings of the Fourth International Conference on Multimedia Language Education), pp.303-313。
- 2000b. 〈閩南語會話教學網路化〉，Yuan Ze University: The Fourth International Conference on Multi-media Language Education, ROCMELIA, October 2000。
- 2000c. 〈漢語送氣音與鼻音衍化的動機與類型〉，《聲韻論叢》9:667-717。台北‧學生書局。
- 2000d. 〈古漢語人稱代詞的演變與格變化〉，輔仁大學‧第十八屆聲韻學學術研討會(2000,5/20-21)論文。
- 2000e. 〈台北愛悅情歌〉，桃園‧元智大學中國語文系‧海峽兩岸民間文學研討會(2000/5/5-6)論文。
- 2001a. 〈閩南語有標元音的崩潰與介音化〉，《聲韻論叢》11:243-273。台北‧學生書局。
- 2001b. 〈跨世紀桃園語言社會學調查報告〉，輔仁大學‧台灣社會學學會「生活/社會新視界：理論與實際的對話」學術研討會(2001,11/2)。
- 2001c. 〈台灣漢語共時方言學：歷史與展望〉，中央研究院語言研究所籌備處‧「漢語方言調查研究」小型研討會(2001,11/22-23)。
- 2001d. 〈台灣漢語共時方言學：歷史與展望〉，廈門大學‧第七屆國際閩方言研討會(2001,11/3-5)。
- 2001e. 〈閩南語有標元音的崩潰與介音的消長〉，政治大學‧第七屆國際聲韻學學術研討會(2001,5)論文。
- 2001f.  (與連金發等合著)〈通用拼音？中國通用？世界通用？〉，中央研究院語言研究所籌備處出版，李壬癸主編《漢語拼音討論集》頁183-185。
- 2001g. 〈中文拼音應恢復威妥瑪式〉，中央研究院語言研究所籌備處出版，李壬癸主編《漢語拼音討論集》頁171-172。
- 2002a. 〈台灣的語言政策何去何從〉，載施正鋒編《各國語言政策──多元文化與族群平等》前衛出版社。
- 2002b.〈變化中的汐止音：一個台灣社會方言學的個案研究〉，成功大學中文系‧第二十屆全國聲韻學學術研討會(2002,4/12-13)論文。
- 2002c. 〈母語教學的意義與方法〉，《國文天地》210:4-15。
- 2002d. 〈閩南語轉調的語言層次(一)：句法、語義與語用的制約〉，高雄中山大學‧第四屆台灣語言及其教學國際研討會(2002/24-28)論文。
- 2002e. 〈台灣閩南語方言調查研究計劃成果簡介〉，《台灣研究通訊》10:72-80。
- 2002f. 〈漢語格位危機及其救濟手段〉，日本愛知大學‧第十一屆國際中國語言學會年會(IACL-11)國際學術研討會(2002,8/23)。
- 2002g. 〈台灣語言政策何去何從〉，台北‧淡江大學‧各國語言政策─多元文化與族群平等學術研討會(2002,9/26-27)論文。
- 2002h. 〈台灣泉州腔央元音的崩潰與地理、社會階層的相關性〉，北京語言文化大學語言研究所‧首屆社會語言學國際學術研討會(2002,9/7)論文。
- 2002i. 〈台灣話鼻音滲透的OT分析〉，《清華學報》31.3:197-248。
- 2002j. 〈彰化溪湖方言：中部台灣一個南安腔方言〉，載David Prager Branner編Yuen Ren Treasury of Chinese Dialect Data (元任學會漢語方言資料寶庫) 3:89-122。
- 2002k. 〈台灣の漢語方言地理學〉，收入馬瀨良雄監修，佐藤亮一、小林隆、大西拓一郎合編《方言地理學の課題》頁127-137。東京‧明治書院。.
- 2003a. 〈桃園大牛椆方言的形成與發展〉，《台灣語文研究》1.1:25-67。

## 附註
1. ↑  洪戲稱是去牛奶島大學進修。

## 外部連結
- (《音變的動機與方向：漳泉競爭與台灣普通腔的形成》)洪惟仁博士論文
- 洪惟仁：治言齋
- 洪惟仁：台語文工作者
- 洪惟仁
- 台灣的語言政策何去何從-洪惟仁◎元智大學中國語文學系
- 洪惟仁，文/鄭維棕 （页面存档备份，存于）
- 洪惟仁：請誠實對待「通用拼音」 （页面存档备份，存于）
- 臺灣閩南語 （页面存档备份，存于）